# موتورگردانی

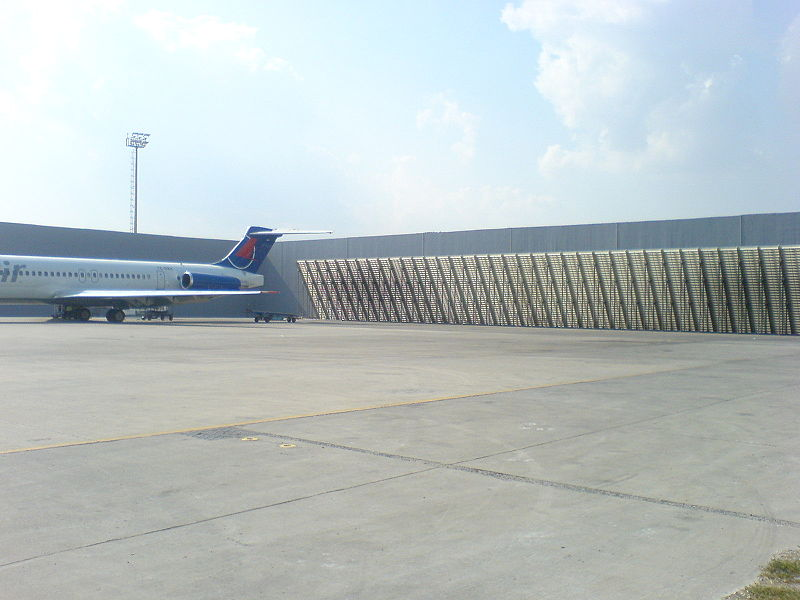
موتورگردانی هواپیما در هوای آزاد، در فرودگاه بین‌المللی آتاترک، استانبول

موتورگردانی (به انگلیسی: run-up) در هوانوردی، فرایندِ افزودنِ دور موتور با استفاده از نیروی آن به منظور آزمایش موتور و سامانه‌های مرتبط. در هنگام موتورگردانی، عموماً خلبان متوجهِ اشکال فنی احتمالی در موتور می‌شود.